# Interstate 180 (Nebraska)
Pour les articles homonymes, voir I180 et Interstate 180.
L'Interstate 180 (I-180) est une courte autoroute auxiliaire de Lincoln, au Nebraska. L'autoroute collectrice sud–nord relie l'I-80 au centre-ville de Lincoln sur 3,5 miles (5,6 km) en formant un multiplex sur toute sa longueur avec la US 34. L'I-180 n'a que deux échangeurs sur son trajet. Il s'agit de la seule autoroute auxiliaire propre au Nebraska.
L'autoroute a été proposée dans les années 1950 et la construction a débuté en 1961. La section nord entre Cornhusker Highway et l'I-80 a ouvert en 1963, alors que la section plus au sud a ouvert en 1964.

## Description du tracé
L'I-180 débute à l'intersection avec R Street au centre-ville de Lincoln comme prolongement de la North 9th Street et de la North 10th Street, une paire de rues à sens unique qui portent les voies de la US 34. L'autoroute passe au-dessus de voies ferrées avant de passer par les limites ouest de l'Université du Nebraska et près du Memorial Stadium et de la Pinnacle Bank Arena. Elle continue au nord en traversant des zones résidentielles. Elle croise les deux échangeurs, toujours vers le nord.
Elle atteint son terminus nord à l'échangeur avec l'I-80 / US 77 près de l'Aéroport de Lincoln. La route continue au-delà de cet échangeur comme US 34.

## Liste des sorties
| Interstate 180          |              |      |      |                                    |                                                                                          | |
| Comté                   | Municipalité | mi   | km   | Sortie                             | Intersections / Destinations                                                             | Notes |
| Lancaster               | Lincoln      | 3,47 | 5,58 |                                    | US 34 est (9th Street) / R Street                                                        | Terminus sud du multiplex avec US 34; la route continue au-delà comme US 34                                    |
| Lancaster               | Lincoln      | 3,47 | 5,58 | US 34 est (10th Street) / S Street |                                                                                          | Terminus sud du multiplex avec US 34; la route continue au-delà comme US 34                                    |
| Lancaster               | Lincoln      | 2,05 | 3,30 | 2                                  | Vers US 6 / Cornhusker Highway – Aéroport de Lincoln                                     | |
| Lancaster               | Lincoln      | 0,79 | 1,27 | 1                                  | Superior Street                                                                          | |
| Lancaster               | Lincoln      | 0,00 | 0,00 | 401C‑D                             | US 34 ouest (Purple Heart Highway) / I-80 / US 77 – Omaha, Aéroport de Lincoln, Air Park | Terminus nord du multiplex avec US 34; indiqué sortie 401C (ouest) et 401D (est); continue au-delà comme US 34 |
| - Terminus de multiplex |              |      |      |                                    |                                                                                          | |